# Dynamena
Dynamena is een geslacht van hydroïdpoliepen (Hydrozoa) in de familie Sertulariidae. Het geslacht werd voor het eerst wetenschappelijk beschreven door Jean Vincent Félix Lamouroux in 1812.

## Soorten
Het geslacht bevat de volgende soorten:
- Dynamena anceps (Fraser, 1938)
- Dynamena bilamellata Watson, 2000
- Dynamena bimorpha Galea, 2015
- Dynamena brevis (Fraser, 1935)
- Dynamena crisioides Lamouroux, 1824
- Dynamena dalmasi (Versluys, 1899)
- Dynamena decipiens (Levinsen, 1913)
- Dynamena dispar (Fraser, 1938)
- Dynamena disticha (Bosc, 1802)
- Dynamena griffini (Hargitt, 1924)
- Dynamena heterodonta (Jarvis, 1922)
- Dynamena japonica Stechow, 1920
- Dynamena moluccana (Pictet, 1893)
- Dynamena nanshaensis Tang, 1991
- Dynamena obliqua Lamouroux, 1816
- Dynamena ogasawarana Hirohito, 1974
- Dynamena opposita Galea, 2019
- Dynamena pourtalesi (Nutting, 1904)
- Dynamena pumila  Linnaeus, 1758) = Figuurzaagje
- Dynamena quadridentata (Ellis & Solander, 1786)
- Dynamena spinea Watson, 2005
- Dynamena stabilis (Fraser, 1948)
- Dynamena tropica Stechow, 1926 (taxon inquirendum)

Niet geaccepteerde soorten:
- Dynamena australis Kirchenpauer, 1864 → Sertularia australis (Kirchenpauer, 1864)
- Dynamena bilatteralis Brooks, 1883 → Dynamena disticha (Bosc, 1802)
- Dynamena bispinosa Gray, 1843  → Amphisbetia bispinosa (Gray, 1843)
- Dynamena bursaria (Linnaeus, 1758) → Epistomia bursaria (Linnaeus, 1758)
- Dynamena cornicina McCrady, 1859 → Dynamena disticha (Bosc, 1802)
- Dynamena densa Stechow, 1919 → Dynamena disticha (Bosc, 1802)
- Dynamena distans Lamouroux, 1816 → Amphisbetia distans (Lamouroux, 1816)
- Dynamena dubia Billard, 1922 → Salacia desmoides (Torrey, 1902)
- Dynamena fasciculata Kirchenpauer, 1864 → Amphisbetia fasciculata (Kirchenpauer, 1864)
- Dynamena gibbosa Billard, 1925 → Dynamena quadridentata (Ellis & Solander, 1786)
- Dynamena hexodon (Busk, 1852) → Salacia hexodon (Busk, 1852)
- Dynamena marginata Kirchenpauer, 1864 →  Tridentata marginata (Kirchenpauer, 1864)
- Dynamena operculata (Linnaeus, 1758) → Amphisbetia operculata (Linnaeus, 1758)
- Dynamena pluridentata Kirchenpauer, 1864 → Crateritheca acanthostoma (Bale, 1882)
- Dynamena pulchella d'Orbigny, 1842 → Amphisbetia operculata (Linnaeus, 1758)
- Dynamena rosacea (Linnaeus, 1758) → Diphasia rosacea (Linnaeus, 1758)
- Dynamena secunda Heller, 1868 → Amphisbetia distans (Lamouroux, 1816)
- Dynamena tamarisca → Tamarisca tamarisca (Linnaeus, 1758)
- Dynamena thankasseriensis Mammen, 1965 → Dynamena quadridentata (Ellis & Solander, 1786)
- Dynamena tubuliformis Marktanner-Turneretscher, 1890 → Dynamena crisioides Lamouroux, 1824
- Dynamena turbinata Lamouroux, 1816 → Tridentata turbinata (Lamouroux, 1816)